# Tirà vellutat
El tirà vellutat (Knipolegus nigerrimus) és un ocell de la família dels tirànids (Tyrannidae).

## Hàbitat i distribució
Habita zones amb malesa i matolls de l'est i sud-est del Brasil.